# 2639 Planman
2639 Planman eller 1940 GN är en asteroid i huvudbältet som upptäcktes den 9 april 1940 av den finske astronomen Yrjö Väisälä vid Storheikkilä observatorium. Den är uppkallad efter astronomen Anders Planman.